# (38426) 1999 RT230
1999 RT230 (asteroide 38426) é um asteroide da cintura principal. Possui uma excentricidade de 0.16193990 e uma inclinação de 14.96434º.
Este asteroide foi descoberto no dia 8 de setembro de 1999 por CSS em Catalina.